# 도메인 분석
소프트웨어 공학에서 도메인 분석(domain analysis 또는 product line analysis)은 공통되는 부분과 변동적인 부분을 찾기 위해 도메인 안의 관련 소프트웨어 시스템을 분석하는 프로세스이다. 시스템의 더 넓은 비즈니스 문맥의 모델이다. 이 용어는 1980년대 초 제임스 네이버스가 고안하였다. 도메인 분석은 도메인 엔지니어링의 첫 단계이다. 체계적 소프트웨어 재사용을 실현시키는 주요 방식이다.

## 같이 보기
- 도메인 특화 언어
- 모델 기반 개발